# 藤原関雄
藤原 関雄（ふじわら の せきお）は、平安時代初期の貴族・文人。藤原北家、参議・藤原真夏の五男。官位は従五位下・治部少輔。

## 経歴
天長2年（825年）に文章生試に及第し、若くして文書作成を習得する。しかし、閑退を好んで出仕せず、常に東山の旧居にあって林泉を耽愛し、時の人に東山進士と呼ばれたという。
承和元年（834年）淳和上皇はその人となりを賞賛して特別に命じて召し出そうとしたところ、関雄は一旦辞退したものの遂に詔に応じ、淳和上皇に優礼をもって近臣に迎えられた。翌年に勘解由判官に任ぜられるが、繁雑な激務を好まず、数ヶ月後に少判事に転任した。承和6年（839年）従五位下に叙爵。のち、仁明朝では刑部少輔・下野守を務めた。
文徳朝では諸陵頭・治部少輔・斎院長官を歴任する。のち病気により官職を辞退するが認められないまま、仁寿3年（853年）2月14日卒去。享年49。最終官位は治部少輔兼斎院長官従五位下。

## 人物
鼓琴を最も愛好し、淳和上皇から琴の秘譜を賜与された。一方で草書を得意とし、淳和上皇ゆかりの離宮である南池院・雲林院の壁に命じられて文字を書いたという。和歌に秀で勅撰歌人として『古今和歌集』に2首が入集しているほか、漢詩作品が『経国集』に採録されている。なお、若い頃に居住した東山の旧居はのちに禅林寺となっている。

## 官歴
『六国史』による。
- 天長2年（825年）春：文章生
- 承和2年（835年） 3月11日：勘解由判官[3]。3月15日：少判事[3]
- 時期不詳：正六位上
- 承和6年（839年） 正月7日：従五位下
- 承和8年（841年） 5月13日：刑部少輔
- 承和9年（842年） 正月19日：下野守[3]
- 嘉祥2年（849年） 2月27日：刑部少輔
- 嘉祥3年（850年） 6月19日：諸陵頭
- 嘉祥4年（851年） 2月8日：治部少輔
- 仁寿2年（852年） 正月：兼斎院長官[3]
- 仁寿3年（853年） 2月14日：卒去（治部少輔兼斎院長官従五位下）

## 系譜
『尊卑分脈』による。
- 父：藤原真夏
- 母：不詳
- 妻：大和建宥の娘
  - 次男：藤原水谷
  - 男子：藤原水善
  - 男子：藤原貞幹